# 粗齿耳蕨
粗齿耳蕨（学名：Polystichum subdeltodon）为鳞毛蕨科耳蕨属下的一个种。

## 扩展阅读
- 維基物種上的相關：粗齿耳蕨